# Il fiume ha sempre ragione
Il fiume ha sempre ragione è un film documentario del 2016 diretto da Silvio Soldini.

## Trama
Il documentario racconta due storie legate al mondo del libro: quella di Josef Weiss, tipografo e rilegatore svizzero, e quella di Alberto Casiraghi, aforista e fondatore della casa editrice Pulcinoelefante.
Il film ha vinto due premi del pubblico al Biografilm Festival 2016: Audience Award - Premio del pubblico al miglior film del Concorso Internazionale; Biografilm Follower Award - Premio dei Biografilm Follower al film più amato.